# Thanh Đa
Thanh Đa là một xã thuộc huyện Phúc Thọ, thành phố Hà Nội, Việt Nam.

## Địa lý
Xã có diện tích 4,45 km², dân số năm 1999 là 5.908 người, mật độ dân số đạt 1.328 người/km².
Xã Thanh Đa nằm bên sông Đáy, có vị trí địa lý tiếp giáp với các xã: Hát Môn, Thượng Cốc, Ngọc Tảo, Tam Thuấn cùng huyện và xã Phương Đình, huyện Đan Phượng.

## Hành chính
Xã được chia thành 7 làng: Phú An, Thanh Mạc, Đường Hồng, Tế Giáp, Tăng Non, Thanh Vân, Phú Đa.

## Kinh tế
Đây là một xã thuần nông, người dân chủ yếu trồng các cây lương thực như ngô, lúa, đậu tương.